# Placówka Straży Granicznej w Sławatyczach
Placówka Straży Granicznej w Sławatyczach – graniczna jednostka organizacyjna Straży Granicznej realizująca zadania w ochronie granicy państwowej z Republiką Białorusi.

## Formowanie i zmiany organizacyjne
Placówka Straży Granicznej w Sławatyczach z siedzibą w Sławatyczach (Placówka SG w Sławatyczach), została powołana 24 sierpnia 2005 roku Ustawą z 22 kwietnia 2005 roku O zmianie ustawy o Straży Granicznej..., w strukturach Nadbużańskiego Oddziału Straży Granicznej w Chełmie z przemianowania dotychczas funkcjonującej Granicznej Placówki Kontrolnej Straży Granicznej w Sławatyczach. Znacznie rozszerzono także uprawnienia komendantów, m.in. w zakresie działań podejmowanych wobec cudzoziemców przebywających na terytorium RP.
Z końcem 2005 roku odeszli ze służby ostatni funkcjonariusze służby kandydackiej. Było to możliwe dzięki intensywnie realizowanemu programowi uzawodowienia, w ramach którego w latach 2001–2006 przyjęto do NOSG 1280 funkcjonariuszy służby przygotowawczej.
31 stycznia 2007 roku nastąpiło oficjalne zakończenie rozbudowy placówki.
31 grudnia 2010 w placówce służbę pełniło 98 funkcjonariuszy.

## Ochrona granicy
PSG w Sławatyczach ochrania wyłącznie odcinek granicy rzecznej z Republiką Białorusi przebiegającą środkiem koryta rzeki granicznej Bug.
W związku z sytuacją na granicy polsko-białoruskiej związaną z masową nielegalną migracją do Polski, od listopada 2021 roku Straż Graniczna rozpoczęła budowę zasieków z drutu kolczastego na całym odcinku rzecznym graniczącym z Białorusią w tym na odcinku PSG w Sławatyczach. Zasieki concertina postawione zostały tuż przy linii brzegowej.

### Podległe przejście graniczne
- Sławatycze-Domaczewo (drogowe)[6].

### Terytorialny zasięg działania
Stan z 1 września 2021

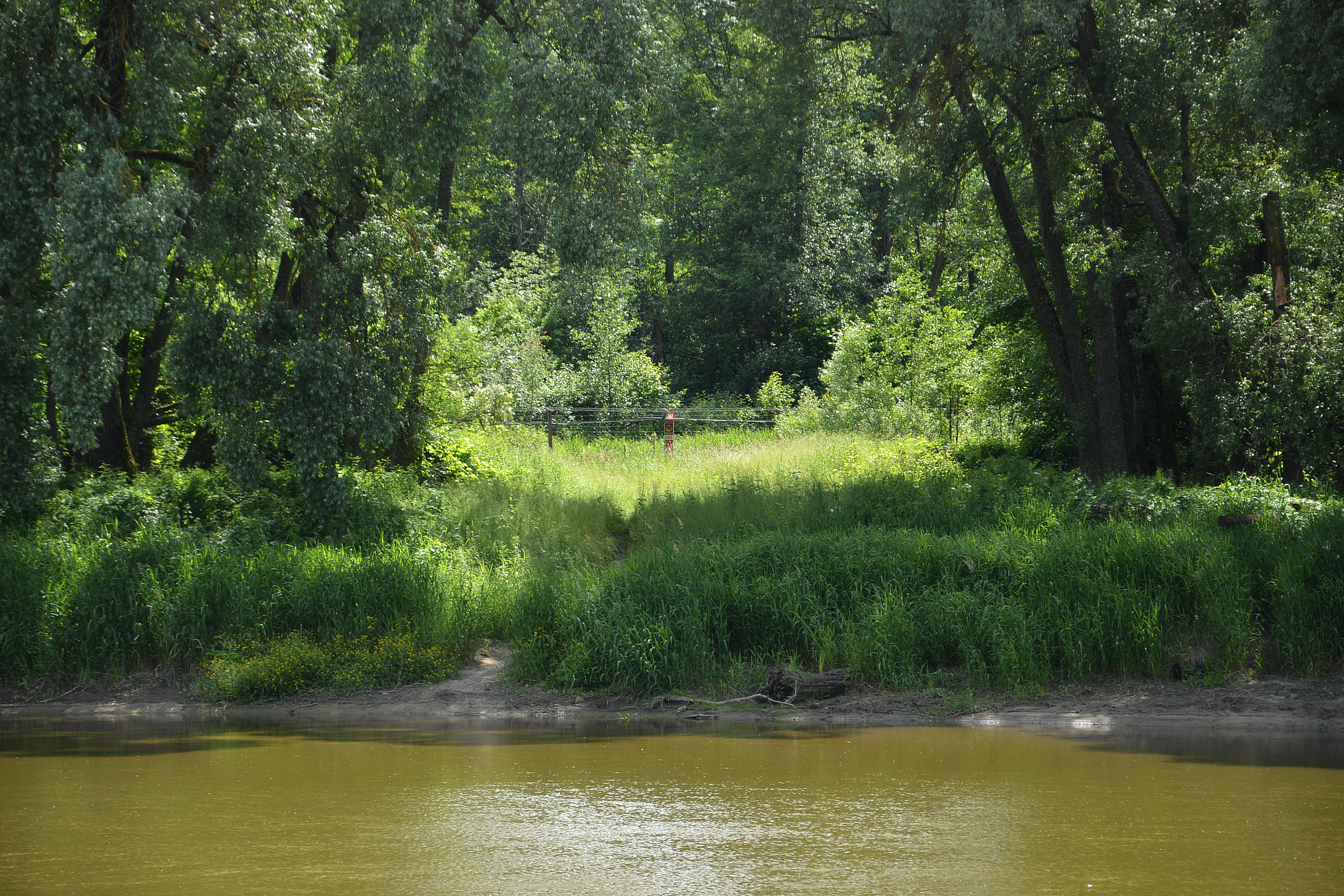
Granica polsko-białoruska, graniczna rzeka Bug i białoruski znak gran. nr 066 (czerwiec 2016)

Placówka Straży Granicznej w Sławatyczach ochrania odcinek granicy:
- Od znaku granicznego nr 054, do znaku granicznego nr 089.
- Linia rozgraniczenia z:

1. Placówką Straży Granicznej w Kodniu: włącznie znak graniczny nr 089, Zalewsze, Zabłocie, Olszanki, dalej granicą gmin Piszczac i Tuczna, Piszczac i Łomazy.
2. Placówką Straży Granicznej w Dołhobrodach: wyłącznie znak graniczny nr 054, Kuzawka, Janówka, wyłącznie Wygnanka, wyłącznie Sosnówka, Wyłącznie Pieńki, dalej granicą gmin Wisznice i Sosnówka, Wisznice i Podedwórze.
3. Placówką Straży Granicznej w Białej Podlaskiej: granicą gmin Wisznice i Jabłoń, Wisznice i Milanów, Wisznice i Komarówka Podlaska, Rossosz i Komarówka Podlaska, Łomazy i Komarówka Podlaska, Łomazy i Drelów, Łomazy i Biała Podlaska.

- Poza strefą nadgraniczną obejmuje z powiatu bialskiego gmina: Wisznice, Rossosz, Łomazy.

Stan z 30 grudnia 2014
Obszar służbowej działalności Placówki SG w Sławatyczach położony był w powiecie bialskopodlaskim gminy Sławatycze, Tuczna, Wisznice, Rossosz, Łomazy, oraz w części gminy Sosnówka i Kodeń, w powiecie włodawskim część gminy Hanna.
Stan z 1 sierpnia 2011
Placówka Straży Granicznej w Sławatyczach ochraniała odcinek granicy:
- Od znaku granicznego nr 1176 do znaku granicznego nr 1211.
- Całkowita długość ochranianej rzecznej granicy z Republiką Białorusi wynosiła 27,79 km.
- Linia rozgraniczenia z:

1. Placówką Straży Granicznej w Kodniu: włącznie znak graniczny nr 1211, włącznie m. Zalewsze, m. Zabłocie, m. Olszanki, dalej granicą gminy Piszczac oraz Tuczna.
2. Placówką Straży Granicznej w Dołhobrodach: wyłącznie znak graniczny nr 1176, m. Kuzawka, m.  Janówka, wyłącznie m. Wygnanka, wyłącznie m. Sosnówka, wyłącznie m. Pieńki.

- Poza strefą nadgraniczną obejmował z powiatu łukowskiego gminy: Adamów, Krzywda, Serokomla, Stanin, Stoczek Łukowski, Stoczek Łukowski (g.m), Wojcieszów, Wola Mysłowska, z  powiatu radzyńskiego gminy: Borki, Czemierniki, Komarówka Podlaska, Radzyń Podlaski, Radzyn Podlaski  (g.m), Ulan-Majorat, Wohyń, z powiatu bialskiego gminy: Wisznice, Rososz, z powiatu parczewskiego gminy: Jabłoń, Milanów.

Stan z 31 stycznia 2007
Obszar służbowej działalności Placówki SG w Sławatyczach obejmował swym zasięgiem działania teren 5 gmin: Sławatycze, Sosnówka, Hanna, Tuczna, Kodeń.

## Placówki sąsiednie
- Placówka SG w Kodniu ⇔ Placówka SG w Dołhobrodach – 31.01.2007[3]
- Placówka SG w Kodniu ⇔ Placówka SG w Dołhobrodach – 01.08.2011[7]
- Placówka SG w Kodniu ⇔ Placówka SG w Dołhobrodach, Placówka SG w Białej Podlaskiej – 01.09.2021[6].

## Komendanci placówki
- mjr SG Małgorzata Tarasiuk (24.08.2005–była 31.01.2007)[3]
- ppłk SG Artur Rapa (był w 2015)[8]
- ppłk SG Piotr Stupka (od 30.01.2017[9]–był 11.11.2021[10]).